# Patata quarantina bianca genovese
La patata quarantina bianca genovese è una varietà di patata tradizionalmente coltivata sull'Appennino Ligure.

## Caratteristiche
- Forma del tubero: di forma irregolare, varia a seconda dei casi da tondo a tondo-ovale
- Pezzatura:
- Buccia: liscia, mostra un colore crema chiaro;
- Pasta: di colore bianco tenue, non farinosa  a granulosità fine
- Germoglio: il colore varia da rosa a violetto ;
- Fiore: di colore bianco,
- Maturazione: media
- Categoria culinaria: B.

## Storia
Il termine "quarantina" si riferisce comunemente alle varietà più adatte ai cicli colturali brevi a cui si aggiunge "bianca" per il colore della pasta.
Deriva, per mutazione, dalla quarantina prugnona, geneticamente meno stabile. Strettamente correlata con la bretone Institut de Beauvais' e con la catalana Bufet Blanco. Si racconta che per buona parte nel XX secolo era diffusa e rinomata nel Genovesato; ma i documenti pervenutici dimostrano come la sua introduzione in Liguria sia antecedente a tale data.
Si ritrova nella val Fontanabuona, val d'Aveto, alta valle Scrivia, valle Stura, altopiano di Marcarolo, alta val Trebbia, in alta val Borbera e nelle zone di Sélvola e Santa Maria del Taro nel Parmense. Viene conservata e promossa dal Consorzio della Quarantina.

## Sinonimi
Tale varietà offre una moltitudine di sinonimi:
- Quarantina Genovese,
- Bianca di Montoggio,
- Bianca di Torriglia,
- Bianca di Rovegno,
- Bianca di Reppia,
- Bianca Nostrana.

## Utilizzi

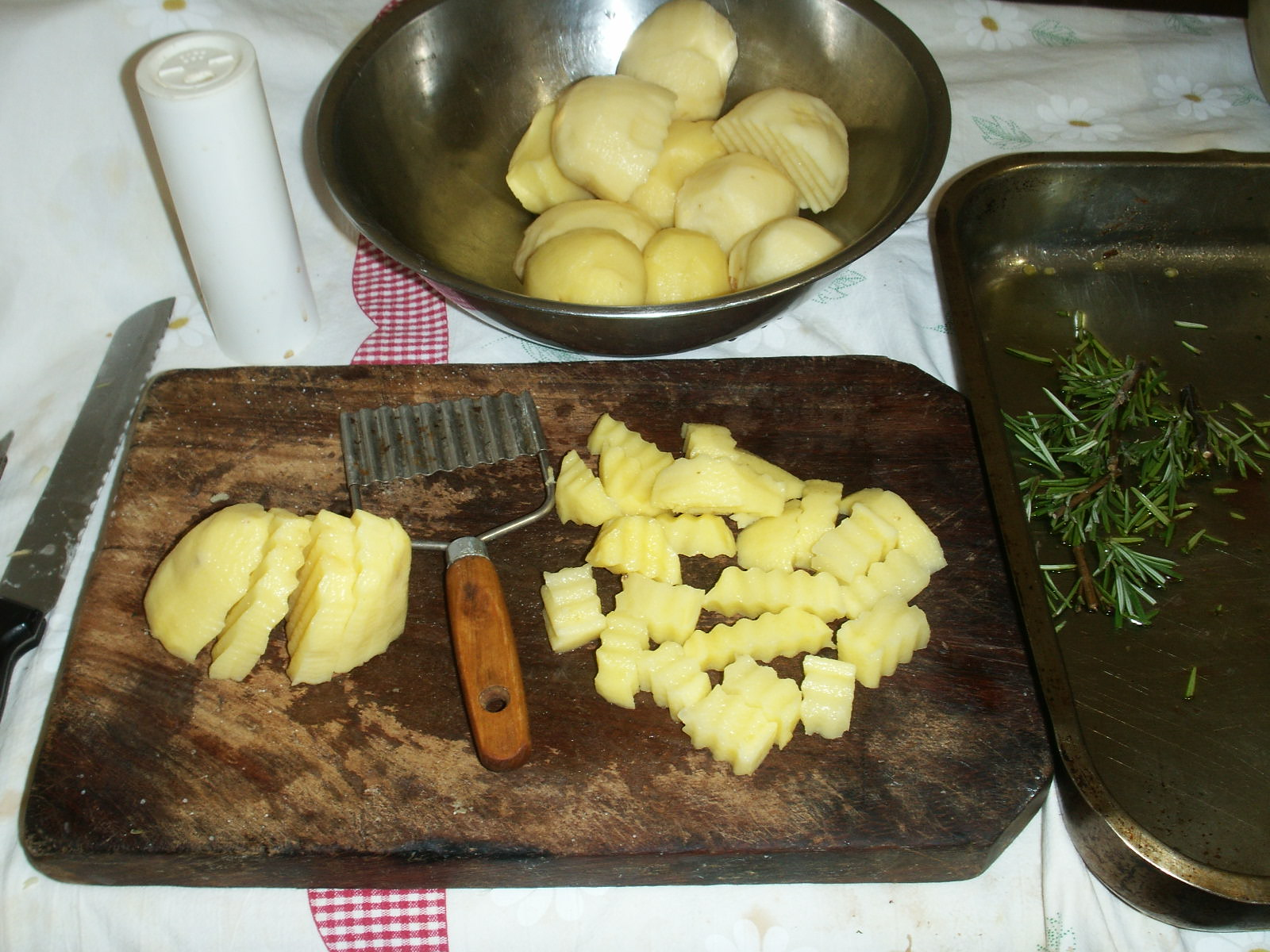
Patate tagliate a cubetto

Viene utilizzata in cucina per accompagnare alcuni tipi di cibo, dai primi piatti come le trenette al pesto ai piatti a base di carne come trippe o di pesce, come lo stoccafisso, in tal caso occorre servirlo cucinata in umido. Il suo sapore viene maggiormente evidenziato se nella cottura a vapore si conserva la buccia.

## Feste
- Roccatagliata (val Fontanabuona), penultima domenica di agosto: Sagra della patata.
- Cosola (val Borbera), prima domenica di settembre: Festa della Quarantina.
- Scoffera (val Bisagno), seconda domenica di settembre: Festival della Cannellina Nera.
- Santo Stefano d'Aveto (val d'Aveto), ultima domenica di settembre: Fiera dell'Agricoltura.
- Rovegno (val Trebbia), prima domenica di ottobre: Sagra della patata e festa della Quarantina.
- Torriglia (val Trebbia), 25-26 ottobre: Esposizione delle patate del mondo / World Potato Exhibition.

## Varietà di patata tradizionali della Liguria
- Cabannese
- Cannellina Nera
- Morella
- Quarantina Gialla
- Quarantina Prugnona